# Барут, Асым Орхан
Асым Орхан Барут (тур. Asım Orhan Barut; 6 июня 1926, Малатье — 5 декабря 1994, Боулдер, штат Колорадо) — турецко-американский физик-теоретик, автор формулы Барута. С 1962 года являлся профессором в Университете Колорадо, а с 1970 по 1972 год был одним из директоров Института теоретической физики в Боулдере. В 1991 году был удостоен премии министерства культуры Турции, а в 1982 — получил научную награду Совета Турции по научно-техническим исследованиям (TÜBİTAK). Состоял одним из редактором журнала «Foundations of Physics»; с 1962 года являлся гражданином США.

## Биография
Асым Орхан Барут изучал физику в Швейцарской высшей технической школе Цюриха (ETH Zurich), в которой защитил диплом в 1949 году. В 1952 году он получил докторскую степень (Ph.D.) в области электронной оптики и статистической физики; Барут начинал свою карьеру как физик-экспериментатор, но постепенно он сменил область исследований и начал заниматься теоретической физикой. Он проходил постдокторантуру в 1953—1954 годах в США — в Чикагском университете; в 1954 году он работал профессором (assistant professor) в колледже Рид, а в 1956 — перебрался в американский частный исследовательский Сиракузский университет.
С 1962 года Асым Орхан Барут являлся профессором в Университете Колорадо, расположенном в городе Боулдер; с этим ВУЗом была связана большая часть его карьеры — здесь же он вышел в отставку в 1994 году. С период с 1970 по 1972 год он являлся одним из директоров (содиректором) Института теоретической физики в Боулдере, а также был заслуженным научным преподавателем в самом университете.
Кроме Университета Колорадо, Барут работал и в Европе: он был приглашенным профессором в Мюнхенском университете, а также — в Физическом институте Макса Планка в Мюнхене. Кроме того Асым Орхан Барут жил и работал в Анкаре, Варшаве, Стокгольме, Каракасе и Эдинбурге. 5 декабря 1994 года он скончался в Боулдере: причиной его смерти был сердечный приступ.

## Научные достижения
Асым Орхан Барут имел весьма широкое поле научных интересов, в которое входили и классическая теория поля, и квантовая оптика, и теории S-матриц, и квантовая электродинамика, и квантовая механика. В последней он делал особый акцент на теоретико-групповых методах и базовых вопросах области. Он был известен неортодоксальными подходами к теоретической физике: например, он рассматривал уравнения квантовой электродинамики без вторичного квантования электромагнитного поля или теории адронов (как связанные состояния лептонов).
Барут является автором более пяти сотен научных статей (в частности, более ста из них были опубликованы в журнале Physical Review); он также написал шесть монографий и являлся редактором 25 книг, многие из которых вышли в свет как результат работы возглавляемой им Летней школы по теоретической физике в Боулдере и как часть серии NATO Advanced Study Institute. В 1991 году он был удостоен премии министерства культуры Турции, а в 1982 — получил научную награду Совета Турции по научно-техническим исследованиям (TÜBİTAK). Кроме того, Асым Орхан Барут в 1987 году также был удостоен почетной докторской степень в Турции. С 1966 году он являлся членом Американского физического общества.
Барут был одним из основателей Международного центра теоретической физики в Триесте, где он оставался частым гостем на протяжении всей своей карьеры. Также он основал центр теоретической физики в Эдирне, который, как и центр в Триесте, планировал расширить незадолго до своей смерти. Он был одним из редактором журнала «Foundations of Physics». С 1962 году Барут являлся гражданином США.
Асым Орхан Барут был редактором собрания сочинений Альфреда Ланды — немецкого и американского физика, работавшего в области квантовой теории и спектроскопии — и Эдварда Кондона — американского физика-ядерщика, который участвовал в разработке первых радиолокационных станций и ядерного оружия во время Второй Мировой войны (в рамках Манхэттенского проекта).

## Произведения
- Quantum Systems / Barut, Asim O.; Feranchuk, I. D.; Shnir, Yu M.. — World Scientific Publishing Company, 1995. — ISBN 9810220995.

## Семья
Он был женат на Pierette Gervaz (с 1954 года); в семье было трое детей: две дочери и сын.